# Dinglicher Anspruch
In der Rechtswissenschaft bezeichnen die dinglichen Ansprüche nach allgemeiner Auffassung Ansprüche, die sich aus einem dinglichen Recht ergeben und dessen Verwirklichung dienen. So verwirklicht sich Eigentum, wenn dem Eigentümer gemäß § 985 BGB Besitz eingeräumt wird. Wird die Ausübung des dinglichen Rechts durch einen Dritten beeinträchtigt, so kann der Inhaber des dinglichen Rechts mittels des dinglichen Anspruchs aus § 1004 BGB störungsfreien Gebrauch verlangen. Da sich auch andere sachenrechtliche, gleichwohl nicht dingliche Ansprüche aus dinglichen Rechten ergeben können, wird konkretisierend bisweilen die Auffassung vertreten, dass dingliche Ansprüche von den dinglichen Ansprüchen in ihrer Eigenschaft als Beherrschungsrechte ausgehen. Demnach sind dingliche Ansprüche als Hilfsrechte zu verstehen, die zur Durchsetzung der dinglichen Rechte als Beherrschungsrechte dienen; dies mit dem Ziel der „Entstörung“.
Im Unterschied zum schuldrechtlichen Anspruch, der den Anspruchsinhaber und den Anspruchsgegner als Personen berechtigt und verpflichtet, berechtigt der dingliche Anspruch immer nur den aktuellen Inhaber des beeinträchtigten dinglichen Rechtes, so dass derjenige der sein dingliches Recht verliert auch den dinglichen Anspruch verliert. Wird das beeinträchtigte dingliche Recht übertragen, entsteht der dingliche Anspruch bei dem neuen Inhaber des dinglichen Rechtes neu.

## Einteilung der dinglichen Ansprüche
Die dinglichen Ansprüche werden im Allgemeinen in Ansprüche eingeteilt, welche auf Herausgabe, auf Beseitigung und Unterlassung abzielen und welche, die auf Befriedigung aus einem (Pfand-)Gegenstand gerichtet sind. Weiterhin zählt noch der Besitzschutzanspruch aus Nießbrauchsrecht dazu. Die meisten der Ansprüche leiten sich aus dem Recht zum Besitz ab, nicht schon aus dem faktischen Besitz selbst.

### Herausgabeansprüche
Teils sind die Herausgabeansprüche petitorischer Natur, folgen also einem „Recht zum Besitz“. In dieser Eigenschaft schaffen sie endgültig Recht. Dazu gehört der Prototyp des Herausgabeanspruchs nach § 985, die auf die Norm verweisende nießbrauchrechtliche Bestimmung des § 1065 und die pfandschutzrechtliche Regel des § 1227 BGB. Bei den Grundpfandrechten andererseits finden sich keine korrelierenden Regelungen, dies, weil sie nicht zum Besitz berechtigen, sondern lediglich zur Verwertung bei Eintritt der Voraussetzungen. § 985 BGB wird von den selbst nicht dinglichen Folgeansprüchen der §§ 987 ff. BGB begleitet. Diese lassen sich  vom Eigentum trennen. Gleiches gilt für die §§ 1065, 1227 und § 1007 BGB.
Daneben gibt es Ansprüche possessorischer Natur. Sie leiten sich aus einem „Recht aus Besitz“ her. Possessorische Ansprüche können nur vorläufiges Recht schaffen, denn die Rechtssituation ändert sich, sobald von einem Recht zum Besitz Gebrauch gemacht wird. Der § 861 BGB richtet sich daher nur gegen die faktische Besitzentziehung. § 861 BGB regelt daher keine Folgeregelungen im Annex.
Den petitorischen Ansprüchen näher, stehen die Besitzstörungsansprüche gegen den früheren Besitzer gemäß § 1007 BGB und den Erbschaftsbesitzer gemäß § 2018 BGB, da durch sie im Gegensatz zum § 861 BGB als possessorischem Anspruch, die Besitzverhältnisse endgültig geordnet werden. Für § 2018 BGB gelten mit den §§ 2019 ff. BGB eigene Folgeregeln. Für § 1007 BGB (Ansprüche des früheren Besitzers) genügt unberechtigter Besitz des Gläubigers, wobei guter Glaube an die Besitzberechtigung vorliegen muss. Nicht in gutem Glauben und somit bösgläubig ist der er, wenn ihm bekannt oder infolge grober Fahrlässigkeit unbekannt ist, dass er kein Recht zum Besitz hat.

### Beseitigungs- und Unterlassungsansprüche
Diese Ansprüche dienen der Beseitigung bereits eingetretener Störungsfolgen und der Abwehr der Gefahr erstmaliger wie wiederholter Störungen, die zur Unterlassung verpflichten. Unterschieden werden Ansprüche „aus einem Recht“ nach § 12, § 1004, § 1065, § 1134 Absatz 1, § 1192 Absatz 1 und § 1227 BGB und Ansprüche „aus Sach-/Rechtsbesitz“ nach § 862, § 1029, § 1090 Absatz 2 BGB.
Bei § 1004 BGB wird zumeist die Frage ideeller Störungen behandelt und deren Abwehr aus Beeinträchtigung des ästhetischen Gesamteindrucks einer Sache. Die Rechtsprechung verneint dadurch ausgelöste Vermögensschäden, da die Beeinträchtigung des ästhetischen Empfindens keine Ähnlichkeit zu den maßstabbildenden Einwirkungen des § 906 Absatz 1 BGB haben. Die Literatur hält dem entgegen, dass unter Anerkennung des allgemeinen Persönlichkeitsrechts der Eigentumsschutz ins Ideelle hinein erweitert gehöre.

### Ansprüche auf Befriedigung aus einem Gegenstand
Die Befriedigung aus einem Pfandgegenstand hat ein wirksames Pfandrecht des Gläubigers zur Voraussetzung. Anspruchsgrundlagen sind die § 1113 Absatz 1, § 1191 Absatz 1, § 1199 Absatz 1 und § 1204 Absatz 1 BGB. Es handelt sich dabei durchweg um keine Schuld des belasteten Gegenstandes des Rechtsinhabers, weshalb an und für sich keine „echten“ Ansprüche vorliegen. Die Pfandrechte berechtigen als reine Verwertungsrechte nur zur Versteigerung der Kreditsicherheit im eingeleiteten Zwangsvollstreckungsverfahren. In der rechtswissenschaftlichen Literatur ist daher umstritten, ob sie überhaupt als dingliche Rechte angesehen werden können.

### Ansprüche auf Sicherheitsleistung
Hierzu zählen die nießbrauchrechtlichen Ansprüche aus §§ 1051 ff. BGB (§ 1047 BGB). Hat der Eigentümer die erhebliche Verletzung seiner Rechte zu befürchten, kann er Sicherheitsleistung vom Berechtigten verlangen, bei Ausbleiben gerichtliche Verwaltung. Auch diese Ansprüche sind petitorischer Natur.

## Eigenarten dinglicher Ansprüche

### Keine selbständige Abtretbarkeit
Regelmäßig können dingliche Ansprüche nicht durch Abtretung vom Stammrecht (Eigentum, Besitz) getrennt werden. Nach h. M. ändert daran auch die Normvorschrift des § 931 BGB nichts, wonach der Herausgabeanspruch abgetreten werden kann. Denn, so die geführte Argumentation: Die Vorschrift bezieht sich nicht auf den Herausgabeanspruch des § 985 BGB, sondern auf das zugrundeliegende Besitzmittlungsverhältnis. Nicht die Vindikation wird abgetreten, vielmehr erfolgt die Übereignung durch bloße Einigung. Die Bindung des dinglichen Anspruchs an das Stammrecht steht im Unterschied zu den Schadensersatzforderungen aus § 823 Absatz 1 BGB, denn der Geschädigte kann den Anspruch abtreten, während er die Sache selbst behält, nicht so der Eigentümer, der weder über das Eigentum noch über den Anspruch allein verfügen kann, wenn er vom Besitzer Herausgabe der Sache verlangt.
Das Gesetz geht davon aus, dass die Bindung des dinglichen Anspruchs an sein Stammrecht im Fall der Abtretung (§§ 398 ff. BGB) beim Erwerber neu entsteht und nicht etwa übergeht. Würde der Anspruch übergehen, könnte er jederzeit einredebehaftet sein, denn beim Übergang des Herausgabeanspruchs nach den §§ 412 f. BGB, hätte der Erwerber die Einwendungen des § 404 BGB. Tatsächlich aber hat er sie regelmäßig nicht. Dadurch, dass der dingliche Anspruch beim Erwerber des Stammrechts (Eigentum, Besitz) neu entsteht, ist es konsequent, dass Einwendungen des Besitzers sich gegen den neuen Eigentümer richten können, § 986 Absatz 2 BGB. Der BGH hat sogar auf Zurückbehaltungsrechte aus § 273 BGB erweitert. Insbesondere haben in diesem Zusammenhang die mieterschutzrechtlichen Bestimmungen der §§ 577 ff. BGB erhebliche praktische Relevanz.
Um in den Fällen der Zwangsvollstreckung keine unüberwindlichen Schwierigkeiten wegen Unabtretbarkeit entstehen zu lassen, regelt § 857 III ZPO, dass ein unveräußerliches Recht in Ermangelung besonderer Vorschriften der Pfändung insoweit unterworfen werden kann, als die Ausübung einem anderen überlassen werden kann. Dies verdeutlicht folgender Fall: Ein Forderungsgläubiger will eine werthaltige Sache seines Schuldners pfänden, die sich rechtsgrundlos im Besitz eines Dritten befindet, der zur Herausgabe wiederum nicht bereit ist. Der Gläubiger, der Ansprüche zwar gegen den Eigentümer als seinen Schuldner hat, nicht aber gegen den herausgabeunwilligen Besitzer, benötigt für eine Herausgabe zunächst einen dinglichen Anspruch, den wiederum der Eigentümer innehat. Nachdem er sich den § 985 BGB vom Eigentümer/Schuldner über einen Pfändungs- und Überweisungsbeschluss hat übertragen lassen, gelingt kraft § 857 III ZPO letztlich auch die Herausgabe, denn ihm ist nun die Ausübung [als] einem anderen überlassen.

### Einbezug schuldrechtlicher Normen
Im Bereich der dinglichen Rechte gibt es nur sehr beschränkten Anwendungsspielraum für andere Vorschriften über die Forderung. Die allgemeinen schuldrechtlichen Störungsregeln des Unmöglichkeitsrechts nach den Vorschriften der § 275 und § 280 BGB werden grundsätzlich durch die Folgeregelungen der § 989, § 990 BGB verdrängt. Der BGH macht hiervon aber einige Ausnahmen.
Breiter ist der Anwendungsbereich für die forderungsrechtlichen Vorschriften über den Schuldnerverzug. § 990 Absatz 2 BGB ordnet sie für die Vindikation auf den unredlichen Besitzer an. Dieser hat den Schaden zu ersetzen, der durch schuldhafte Verzögerungen der Herausgabe gemäß § 286 BGB entsteht. Geht die Sache während des Verzugs gar (zufällig) unter, haftet er auch dafür, § 287 Satz 2 BGB. Die Haftung für Verzugszinsen regeln für die Hypothek § 1146 BGB und für die Grundschuld § 1192 Absatz 1 BGB. Ob darüber hinaus weiterer Verzugsschaden aus Forderungsrecht geltend gemacht werden kann, ist umstritten, jedenfalls wohl aufgrund von § 1118 BGB nicht gedeckt, der nur die gesetzlichen Verzugszinsen im Auge hat.

## Eigene Störungsregeln dinglicher Ansprüche

### Eigentümer-Besitzer-Verhältnis
Nach § 985 BGB erlischt der primäre Herausgabeanspruch, wenn der Schuldner den Besitz aufgibt. Völlig frei ist er aber nicht. Das Eigentümer-Besitzer-Verhältnis kann gemäß §§ 987 ff. BGB noch Folgeansprüche auf Schadenersatz und Nutzungsherausgabe zeitigen. Sie sind nicht dinglicher Natur und können als Forderungen gemäß §§ 280, 823 Absatz 1 BGB vom Eigentum getrennt verfolgt werden.

### Andere dingliche Ansprüche
Ob §§ 987 ff. BGB auch bei anderen dinglichen Ansprüchen entsprechend angewendet werden können, ist streitig. Dies gilt besonders in Ansehung der §§ 894, 1004 BGB. Eine mit § 1007 Absatz 3 BGB korrespondierende Vorschrift fehlt, wonach ein Anspruch ausgeschlossen ist, wenn der frühere Besitzer bei dem Erwerb des Besitzes nicht in gutem Glauben war oder wenn er den Besitz aufgegeben hat. Bereits das Reichsgericht vertrat in mehreren Entscheidungen eine analoge Anwendung der §§  987 ff. BGB.